# Elezioni parlamentari in Lettonia del 1995
Le elezioni parlamentari in Lettonia del 1995 si tennero il 30 settembre e il 1º ottobre per il rinnovo del Saeima. In seguito all'esito elettorale, l'indipendente Andris Šķēle divenne Primo ministro; nel 1997 fu sostituito da Guntars Krasts.

## Risultati
| Liste                                                                     | Voti    | %     | Seggi |
| ------------------------------------------------------------------------- | ------- | ----- | ----- |
| Partito Democratico "Saimnieks"                                           | 144 758 | 15,22 | 18    |
| Movimento Popolare "Lettonia"                                             | 142 324 | 14,97 | 16    |
| Via Lettone                                                               | 139 929 | 14,71 | 17    |
| Per la Patria e la Libertà                                                | 114 050 | 11,99 | 14    |
| Partito dell'Unità Lettone                                                | 68 305  | 7,18  | 8     |
| Unione degli Agricoltori della Lettonia - Unione Democratica Cristiana    | 60 498  | 6,36  | 8     |
| Movimento dell'Indipendenza Nazionale Lettone - Partito Verde di Lettonia | 60 352  | 6,35  | 8     |
| Partito Socialista di Lettonia                                            | 53 325  | 5,61  | 5     |
| Partito dell'Armonia Nazionale                                            | 53 041  | 5,58  | 6     |
| Coalizione Lavoro e Giustizia (LDDP - LSDSP - Taisnība)                   | 43 599  | 4,58  | –     |
| Unione Politica degli Economisti                                          | 14 209  | 1,49  | –     |
| Unione degli Agricoltori della Lettonia                                   | 13 009  | 1,37  | –     |
| Partito dei Cittadini Russi di Lettonia                                   | 11 924  | 1,25  | –     |
| Fronte Popolare Lettone                                                   | 11 090  | 1,17  | –     |
| Alleanza Politica per i Poveri - Partito dell'Indipendenza Lettone        | 9 468   | 1,00  | –     |
| Partito "Patria Nostra" - Alleanza Anticomunista                          | 5 050   | 0,53  | –     |
| Partito dei Democratici                                                   | 2 546   | 0,27  | –     |
| Partito Liberale di Lettonia                                              | 2 163   | 0,23  | –     |
| Partito Democratico Nazionale di Lettonia                                 | 1 367   | 0,14  | –     |
| Totale                                                                    | 951 007 | 100   | 100   |